# صدى سندرلاند
إن صدى سندرلاند هي صحيفة (جريدة) إقليمية مسائية تخدم وتصدر في (سندرلاند، جنوب تينسايد، مناطق دورهام الشرقية) شمال شرق إنجلترا.
تأسست الصحيفة على يد سامويل ستوري، إدوارد باكهاوس، إدوارد تيمبرلي جولري، تشارلز بالمير، ريتشارد رادوك، توماس جالهوم وتوماس سكوت عام 1873.
كصدى سندرلند اليومي وجريدة الشحن اليومية تم تصميم هذ الصحيفة لتزويد القراء بوجهات النظر الراديكالية (الجذرية) التي كان يعتنقها ستوي وشركاؤه وقد كانت الجريدة أيضاً جريدة سندرلاند المحلية اليومية الأولى.
الطبعة الافتتاحية الأولى طُبعت بمطابع بريس لين في 22 ديسمبر 1873 وقد طُبع منها ألف نسخة وبيعت بنصف بنس لكل نسخة.
نجت الجريدة من المنافسة الحادة في سنواتها الأولى بالإضافى إلى كآبة الثلاثينات والحربين العالميتين حيث أن الصحيفة قُصفت بشدة خلال الحرب العالمية الثانية ومع أن مبنى الصحيفة لم يتضرر وبقي سليماً إلا أن الجريدة أُرغمت على طبع جرائد وأوراق منافسيها تحت مظلة قوانين الحرب.
والآن مع بداية تموز/يوليو عام 2008 أصبحت الجريدة تطبع يومياً بعدد يبلغ أكثر من 40,000 نسخة مع أكثر من 100,000 قارئ بالإضافة إلى موقع إنترنت شبكي نشيط جداً، تُباع النسخة حالياً ب 42 بنس.

## وصلات خارجية
- الجوائز التي حصلت عليها الجريدة بالإضافة إلى قصص عنها
- التاريخ المختصر للجريدة